# Broodclipje

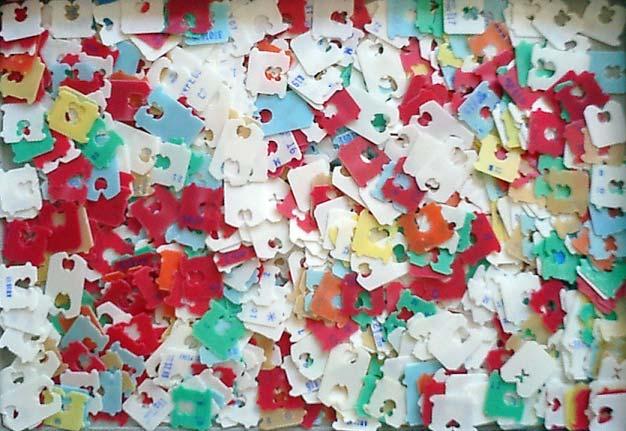
Broodclipjes in verschillende kleuren

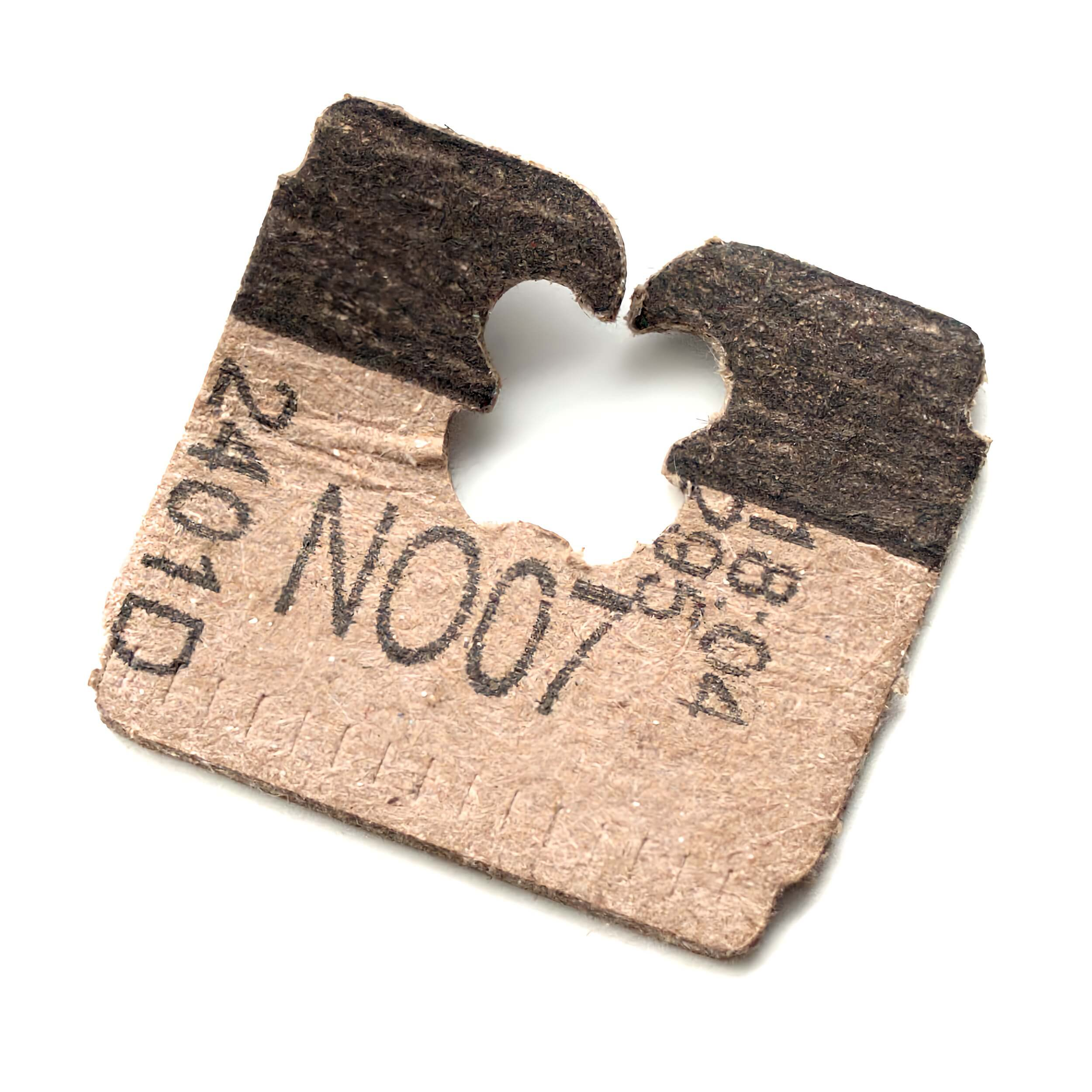
Biologisch afbreekbare kartonnen broodclip uit Quebec

De broodclip, ook wel broodzaksluiting of broodzaksluiter genoemd, is een sluiting voor plastic zakken, veelal een broodzak of een plastic fruitzak. De broodclip is gemaakt van plastic en kan in de uitsparing een plastic zak klemmen. Wanneer de broodzak goed gesloten wordt, is de inhoud langer houdbaar. De productiedatum of de houdbaarheidsdatum kunnen op de clip worden gestempeld.
Voor het sluiten van de filmzakken is (semi-)automatische zaksluitapparatuur op de markt.

## Geschiedenis
Het broodclipje zou in 1952 zijn uitgevonden door de Amerikaan Floyd G. Paxton (1918–1975) toen hij een zakje pinda's wilde sluiten en daarvoor met zijn zakmes van een oude kartonnen creditcard een klemmetje sneed. Hij ontwikkelde een machine die zulke klemmetjes van plexiglas vervaardigde, maar slaagde er niet in een patent op de broodclipjes vast te laten leggen. 
In 1954 vestigde hij een bedrijf, de Kwik Lok Corporation (van 'Quick Lock', "snelle sluiting") in Yakima (Washington), dat als eerste broodclips uit plastic ging vervaardigen.

## Gevaar natuur
Omdat de plastic clipjes ook in de natuur belanden en daar schade aanrichten zijn alternatieven steeds noodzakelijker tegen de plasticvervuiling. De plastic clipjes kunnen niet gerecycled worden omdat ze te klein zijn voor de sorteermachines die voor plastic afval worden gebruikt. In 2023 is Albert Heijn de eerste supermarkt die de plastic clips vervangt door een papieren clip.